# 周 (纪年)
周（1674年—1678年三月）为吴周君主吴三桂的國號纪年。根据金石资料，吴三桂称帝之前，以国号“周”纪元，《华夷变态》则记载建元“周启”；蕭一山《清代通史》作「周咨」。
馮家昇《火藥的發明和西傳》謂南通博物院有收藏周炮兩尊，銘文有「周三年」「周四年」字樣，認為是張士誠的遺物。實際上是吳三桂的周紀年。

## 公元纪年对照表
| 周   | 元年       | 二年       | 三年       | 四年       | 五年       |
| ---- | ---------- | ---------- | ---------- | ---------- | ---------- |
| 公元 | 1674年     | 1675年     | 1676年     | 1677年     | 1678年     |
| 干支 | 甲寅       | 乙卯       | 丙辰       | 丁巳       | 戊午       |
| 清朝 | 康熙十三年 | 康熙十四年 | 康熙十五年 | 康熙十六年 | 康熙十七年 |